# 탈산소제

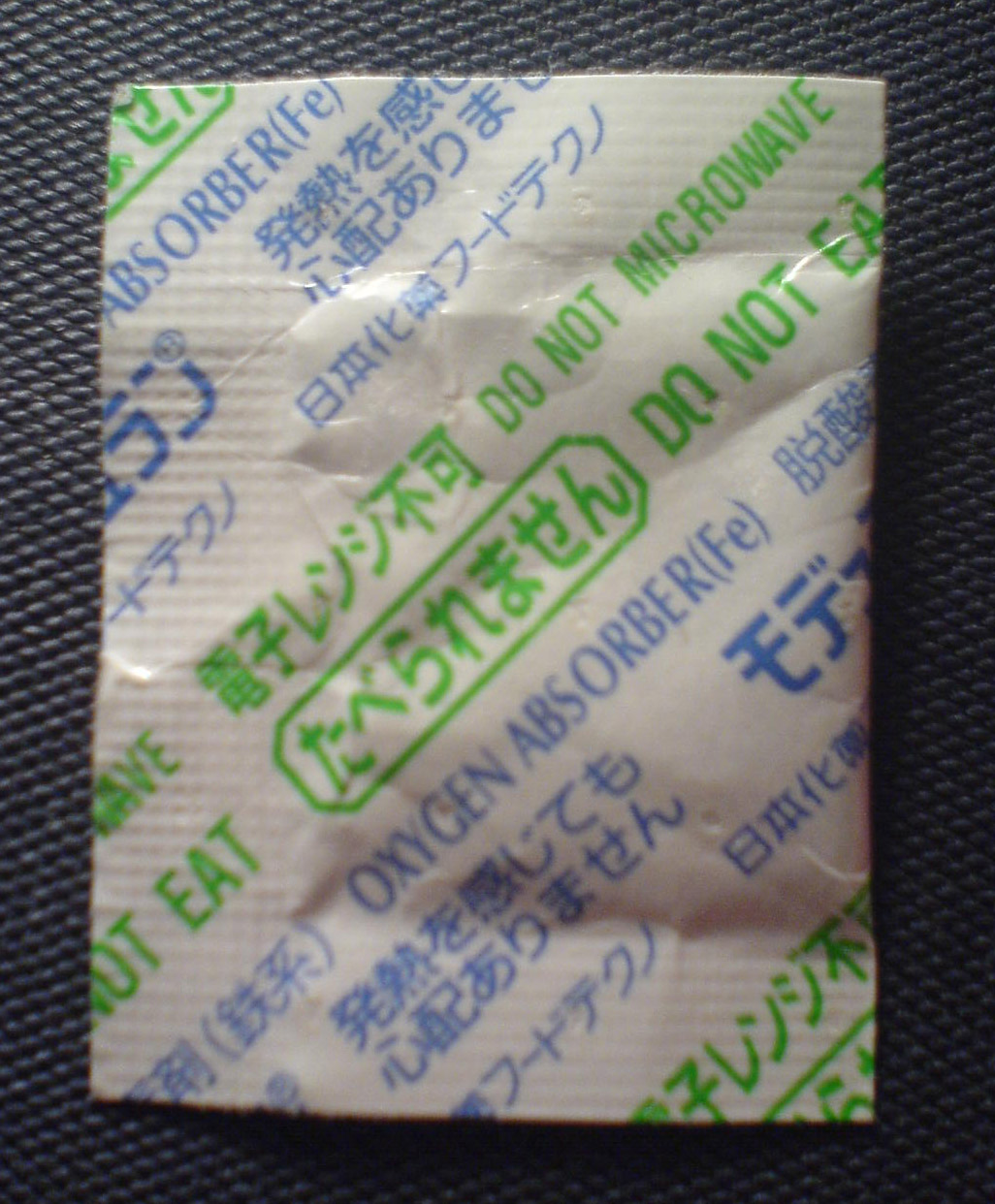
산소 흡수제

탈산소제(oxygen scavenger), 산소 제거제, 산소 흡수제는 밀봉된 포장에 추가되어 포장 내 산소 수준을 제거하거나 낮추는 데 도움을 준다. 이는 제품 안전을 유지하고 유통기한을 연장하는 데 사용된다. 다양한 용도에 사용할 수 있는 다양한 유형의 산소 흡수제가 있다.
산소 흡수제의 성분은 사용 목적, 보존되는 제품의 수분 활성도 및 기타 요인에 따라 달라진다. 종종 산소 흡수제 또는 제거제는 다공성 향주머니나 패킷에 담겨 있지만 포장 필름 및 구조물의 일부일 수도 있다. 다른 것들은 폴리머 구조의 일부이다.
시스템 내 부품의 부식을 줄이기 위해 보일러 시스템에 사용되는 보일러 급수에도 산소 흡수 화학물질이 일반적으로 첨가된다.

## 같이 보기
- 건조제
- 투산소율